# 丸八信用組合
丸八信用組合（まるはちしんようくみあい）は、愛知県名古屋市中区三の丸三丁目の名古屋市役所庁舎内に本店を置き、名古屋市職員ならびに同市関連団体職員を事業の対象とする職域信用組合。
名古屋市役所本庁舎に営業窓口を置くほか、信組キャッシュサービス現金自動支払機を設置している。
組合名の「丸八」は、名古屋市の市章を指す。

## 沿革
- 1926年（大正15年） - 有限責任丸八信用組合として設立される[2]。
- 1931年（昭和6年） - 有限責任丸八信用購買組合と名称を改める[2]。
- 1934年（昭和9年） - 事務所が中区南外堀町6-1-37に移転する[2]。
- 1937年（昭和12年） - 保証責任丸八信用購買組合に名称を改める[2]。
- 1949年（昭和24年） - 丸八信用組合に名称を改める[2]。
- 1993年（平成5年） - 店内に2台のATMを設置する[2]。